# Kamienica (Podlachie)
Pour les articles homonymes, voir Kamienica.
Kamienica est une localité polonaise de la voïvodie de Podlachie et du powiat de Sokółka.